# Lijst van winnaars van de Davis Cup
Winnaars Davis Cup geeft een overzicht van alle winnaars van de Davis Cup, het meest prestigieuze tennistoernooi voor landen dat sinds 1900 elk jaar wordt gehouden. Ook de verliezend finalist wordt vermeld.
| Land                                | Winst | Verliezend finalist |
| ----------------------------------- | --- | --- |
| Verenigde Staten                    | 1900, 1902, 1913, 1920, 1921, 1922, 1923, 1924, 1925, 1926, 1937, 1938, 1946, 1947, 1948, 1949, 1954, 1958, 1963, 1968, 1969, 1970, 1971, 1972, 1978, 1979, 1981, 1982, 1990, 1992, 1995, 2007 (32) | 1903, 1905, 1906, 1908, 1909, 1911, 1914, 1927, 1928, 1929, 1930, 1932, 1934, 1935, 1939, 1950, 1951, 1952, 1953, 1955, 1956, 1957, 1959, 1964, 1973, 1984, 1991, 1997, 2004 (29) |
| Australië Australazië               | 1907, 1908, 1909, 1911, 1914, 1919, 1939, 1950, 1951, 1952, 1953, 1955, 1956, 1957, 1959, 1960, 1961, 1962, 1964, 1965, 1966, 1967, 1973, 1977, 1983, 1986, 1999, 2003 (28)                         | 1912, 1920, 1922, 1923, 1924, 1936, 1938, 1946, 1947, 1948, 1949, 1954, 1958, 1963, 1968, 1990, 1993, 2000, 2001, 2022, 2023 (21)                                                 |
| Frankrijk                           | 1927, 1928, 1929, 1930, 1931, 1932, 1991, 1996, 2001, 2017 (10) | 1925, 1926, 1933, 1982, 1999, 2002, 2010, 2014, 2018 (9) |
| Verenigd Koninkrijk Britse Eilanden | 1903, 1904, 1905, 1906, 1912, 1933, 1934, 1935, 1936, 2015 (10) | 1900, 1902, 1907, 1913, 1919, 1931, 1937, 1978 (8) |
| Zweden                              | 1975, 1984, 1985, 1987, 1994, 1997, 1998 (7) | 1983, 1986, 1988, 1989, 1996 (5) |
| Spanje                              | 2000, 2004, 2008, 2009, 2011, 2019 (6) | 1965, 1967, 2003, 2012, (4) |
| Italië                              | 1976, 2023, 2024 (3) | 1960, 1961, 1977, 1979, 1980, 1998 (6) |
| Duitsland                           | 1988, 1989, 1993 (3) | 1970, 1985 (2) |
| Rusland                             | 2002, 2006 (2) | 1994, 1995, 2007 (3) |
| Kroatië                             | 2005, 2018 (2) | 2016, 2020-2021 (2) |
| Tsjechië                            | 2012, 2013 (2) | 2009 (1) |
| Zuid-Afrika                         | 1974 (1) | (0) |
| Argentinië                          | 2016 (1) | 1981, 2006, 2008, 2011 (4) |
| Tsjecho-Slowakije                   | 1980 (1) | 1975 (1) |
| Servië                              | 2010 (1) | 2013 (1) |
| Zwitserland                         | 2014 (1) | 1992 (1) |
| Canada                              | 2022 (1) | 2019 (1) |
| RTF                                 | 2020-2021 (1) | (0) |
| België                              | (0) | 1904, 2015, 2017 (3) |
| Roemenië                            | (0) | 1969, 1971, 1972 (3) |
| India                               | (0) | 1966, 1974, 1987 (3) |
| Japan                               | (0) | 1921 (1) |
| Mexico                              | (0) | 1962 (1) |
| Chili                               | (0) | 1976 (1) |
| Slowakije                           | (0) | 2005 (1) |
| Nederland                           | (0) | 2024 (1) |

Algemeen · Opzet · Finales · Winnaars 
 België ·  Nederland ·  Aruba ·  Nederlandse Antillen 

1900 · 1901 · 1902 · 1903 · 1904 · 1905 · 1906 · 1907 · 1908 · 1909 · 1910 · 1911 · 1912 · 1913 · 1914 · 1915 · 1916 · 1917 · 1918 · 1919 · 1920 · 1921 · 1922 · 1923 · 1924 · 1925 · 1926 · 1927 · 1928 · 1929 · 1930 · 1931 · 1932 · 1933 · 1934 · 1935 · 1936 · 1937 · 1938 · 1939 · 1940 · 1941 · 1942 · 1943 · 1944 · 1945 · 1946 · 1947 · 1948 · 1949 · 1950 · 1951 · 1952 · 1953 · 1954 · 1955 · 1956 · 1957 · 1958 · 1959 · 1960 · 1961 · 1962 · 1963 · 1964 · 1965 · 1966 · 1967 · 1968 · 1969 · 1970 · 1971 · 1972 · 1973 · 1974 · 1975 · 1976 · 1977 · 1978 · 1979 · 1980 · 1981 · 1982 · 1983 · 1984 · 1985 · 1986 · 1987 · 1988 · 1989 · 1990 · 1991 · 1992 · 1993 · 1994 · 1995 · 1996 · 1997 · 1998 · 1999 · 2000 · 2001 · 2002 · 2003 · 2004 · 2005 · 2006 · 2007 · 2008 · 2009 · 2010 · 2011 · 2012 · 2013 · 2014 · 2015 · 2016 · 2017 · 2018 · 2019 · 2020-2021 · 2022 · 2023 · 2024 · 2025
1. ↑  Rusland mocht niet onder de eigen vlag deelnemen, en kwam uit onder d evlag van de Russische Tennis Federatie.